# Jawa Kiri
Jawa Kiri is een bestuurslaag in het regentschap Lubuklinggau van de provincie Zuid-Sumatra, Indonesië. Jawa Kiri telt 2687 inwoners (volkstelling 2010).